# Euopus rissonianus
Euopus rissonianus är en mångfotingart som beskrevs av Leach 1830. Euopus rissonianus ingår i släktet Euopus och familjen Callipodidae. Inga underarter finns listade i Catalogue of Life.